# Chronophotographie d'un coureur
 (janvier 2016).
Chronophotographie d'un coureur est une chronophotographie réalisée par Georges Demenÿ en 1902. C'est un tirage papier d'après négatif sur plaque de verre.

## Historique
Pendant la seconde moitié du XIXe siècle, la photographie provoque un engouement augmenté par les progrès techniques. Durant la IIIe République, elle atteint son apogée sur les plans techniques et pratiques. Au même moment, les activités sportives (course à pied, tennis, rugby, football) commencent à devenir populaires. Le sport moderne devient un phénomène social (les associations scolaires sont progressivement remplacées par des clubs civils) et les sociétés de gymnastique se multiplient (plus de 800 en 1900). Rapidement, les scientifiques spécialisés dans la prise de vue commencent à s'intéresser à ces pratiques. Dès les années 1880, Etienne-Jules Marey utilise la photographie pour avoir des prises de vue sur des athlètes, un sujet qu'il utilise pour ses expériences.

## L'œuvre
Ce cliché est une chronophotographie créée par l'artiste à l'École de Joinville. Elle représente le départ d'un athlète pour une course. Le sujet est simplement vêtu d'un cache-sexe et d'une paire de chaussures afin de mieux le différencier du fond noir devant lequel il est chronophotographié. On distingue donc les différentes positions et le travail des muscles de l'athlète. Les couleurs de cette œuvre sont uniquement le noir et le blanc, renforçant la démarcation des positions de l'athlète. À cette époque, la photographie en couleur n'existait pas encore, ce qui explique le choix de la mise en valeur du blanc. On peut noter que les sujets utilisés dans cette chronophotographie sont des moniteurs de l'École.